# Palais Poiana
Le palais Poiana (en italien : Palazzo Poiana, également écrit Pojana) est une résidence urbaine, attribuée à Andrea Palladio, sise corso Palladio à Vicence, dans la province homonyme et la région Vénétie, en Italie. 
L'architecte vicentin aurait conçu ce projet dans les années 1540.

## Historique
L'apparence actuelle du palais résulte de l'union de deux corps de bâtiment séparés par la ruelle des Due Ruote, voie probablement réalisée en 1566, à la suite d'une demande de Vincenzo Poiana à la commune de Vicence, faite en 1561.
L'attribution à Palladio ne se fonde ni sur des documents ni sur des dessins autographes, mais sur l'évidence de la qualité architecturale de l'articulation du piano nobile, avec un ordre qui embrasse deux étages, et sur le dessin des détails, comme les élégants et charnus chapiteaux composites et l'entablement. Toutefois, des éléments comme les parastates dépourvus d'entasis s'accordent peu au langage palladien des années 1560, et font penser que le dessin de la partie gauche du palais est le fruit d'un projet de jeunesse de Palladio, appliqué ensuite à l'édifice voisin dans les années 1570, quand Poiana décide d'agrandir sa maison. 
Cela expliquerait également les différences dans la configuration de la zone du soubassement des deux moitiés de l'édifice.

## Sources de traduction
- (it) Cet article est partiellement ou en totalité issu de l’article de Wikipédia en italien intitulé « Palazzo Pojana » (voir la liste des auteurs) dans sa version du 26 juillet 2009. Il est lui-même issu du texte relatif au palais Poiana, sur le site du CISA, lequel a autorisé sa publication (cf  tkt #2008031210017761)